# ビゴス
ビゴス(Bigos）は、ポーランド、リトアニア、ベラルーシ、ウクライナの伝統的な煮込み料理。
繊切りしたキャベツとザワークラウトを肉類（豚肉、ソーセージやベーコン）や炒めたタマネギ、キノコ類といっしょに火にかけたり、おろしたりを繰り返しながら、2-3日間かけて煮こんだもの。ミシリフスキ（猟師風）、リテフスキ（リトアニア風）など、色々なレシピがある。
トマトを入れるものやプルーンを入れるものなど各家庭によりレシピが異なり、多くのバリエーションがある。それぞれの家庭のレシピは母から娘に受け継がれ、ポーランドの「おふくろの味」とも言える。かつては軍隊の遠征で大鍋に入れられたビゴスが持ち運ばれ、貴族の狩猟では夕暮れのビゴスが締めくくりの料理として食べられた。
ビゴスは主菜というより、酒肴の方が近いのではと考える人もいる。

## 起源と名称
1385年、ビゴスはリトアニア大公のヴワディスワフ2世ヤギェウォによってリトアニアからポーランドに伝えられたとされる。彼は狩猟の際にこの料理をふるまったといわれている。
「ビゴス」はポーランド人の苗字としても使用されるが、「滑稽な姓、人の尊厳を傷つける姓」と見なされて改姓が認められた例もある。